# Koos Verheul
jacobus Cornelis (Koos) Verheul (Boskoop, 7 november 1927-Leiden, 8 oktober 2010) was een Nederlands fluitist.
Verheul studeerde aan het Koninklijk Conservatorium in Den Haag bij Johan Feltkamp. In 1952 en 1953 bezocht hij de meestercursussen van Severino Gazzelloni in Darmstadt, een studie deels mogelijk gemaakt door het Amsterdams Kunstenaars Centrum.  In 1954 won hij, nog studerend,  aldaar de Kranichsteiner Musikpreis; hij was toen lid van het Rotterdams Kamerorkest (versie 1949-1960) onder leiding van Piet Ketting. 
In 1955 werd hij fluitist naast Jolle de Wit en in 1959 solo-fluitist van het Residentie Orkest in Den Haag onder de leiding van Willem van Otterloo en hij behield deze positie tot zijn pensionering in 1989. Hij heeft vele werken voor fluit en orkest in première gebracht, onder anderen onder leiding van Pierre Boulez, Bruno Maderna en Hans Zender; hij trad ermee in de voetsporen van Gazzeloni. Hij maakte deel uit van het Residentie Blaaskwintet en hij vormde voor meer dan vijftig jaar een vast duo met pianist Jan van der Meer. Hun  repertoire was breed: het omvat de vroegste werken die geschreven werden voor fluit tot en met de nieuwste werken die gecomponeerd werden. Als solist trad hij in alle grote muziekcentra van de wereld op. In 1991 ontving Verheul de Evert Cornelisprijs van de Johan Wagenaarstichting en in 2007 werd hem de D.F. Kuiperprijs toegekend. Koos Verheul was in 1981 (als eerste fluitist van het RO) benoemd tot ridder in de Orde van Oranje-Nassau.
Verheul was hoofdvakdocent fluit aan het Sweelinck Conservatorium in Amsterdam en aan het Brabants Conservatorium in Tilburg en gastdocent in Utrecht. Als pedagoog hechtte hij grote waarde aan ritmische precisie, duidelijke articulatie en een draagkrachtige toon. Hoewel deze kwaliteiten de invloed van de Franse fluitschool inhouden, voerde zijn onorthodoxe benadering van het fluitspelen ertoe, dat hij niet in een bepaalde fluitschool is onder te brengen. Tot zijn leerlingen behoren onder andere Abbie de Quant, Rien de Reede, Harrie Starreveld, Eleonore Pameijer, Eline van Esch, Jacques Zoon, Maurice Heugen, Ingrid Geerlings, Lens Derogee en Nine Sligter.

## Privé
Hij was zoon van Leendert Marinus Verheul en Aaltje Schrier. Koos Verheul was getrouwd met sopraan Loeki/Louise  van der Ploeg,. Zij trad met name in de jaren vijftig en zestig samen met haar man en/of Van der Meer op, maar ook met haar zus sopraan Elisabeth van der Ploeg.Verheul overleed in 2010, een jaar nadat bij hem kanker was vastgesteld.

## Discografie
- Carel Brons Epitaphium; Peter Schat Concerto da Camera; Jurriaan Andriessen Flute Concerto (Koos Verheul, fluit). Donemus 1968 (LP).
- Werken van J. Chr. Friedrich Bach, Wilhelm Friedemann Bach, Carl Ph. Em. Bach. Koos Verheul, fluit en Jan van der Meer, klavecimbel. Label Iramac (LP).
- Suites voor orkest nos. 2 en 3 Johann Sebastian Bach. Residentie Orkest o.l.v. Bruno Maderna. Koos Verheul, fluit. EMI, His master's voice (LP).
- J.S. Bach Magnificat in D; J.F. Fasch Concert in D voor fluit, hobo, strijkorkest en b.c. Residentie Bachkoor, Residentie Bachorkest o.l.v. Gerard Akkerhuis. Label Mirasound, 1972 (LP).
- Werken van Gluck, Mozart, Haydn. Koos Verheul, fluit, The Netherlands Chamber Orchestra o.l.v. David Zinman. Label Iramac 6527 (LP).
- Werken van Piet Ketting, onder andere Prelude and Fughetta met Koos Verheul, fluit en Jan van der Meer, piano. Composers' Voice DAVS7475/4 Donemus 1975 (LP)
- Werken van Baton, Debussy, Franz Xaver Mozart, Reinecke, Roussel, Samazeuilh. Koos Verheul, fluit en Jan van der Meer, piano. Label Canzone, 1977 (LP).
- Conradin Kreutzer, Grand Septett en August Klughardt, Quintet. Residentie Orkest. Label Audite (LP).
- 400 Jaar Nederlandse Muziek. Residentie Orkest, 6 LP's. (Plaat 4 onder andere Th. Verhey Concert voor fluit en orkest; Koos Verheul, fluit). Phonogram, 1979.
- 400 Years Of Dutch Music, Vol. 4, met het fluitconcert van Theodoor Verhey, en het Residentie Orkest. Label Olympia, 1991 (CD).
- 20th Century Dutch Flute Music, Koos Verheul, fluit en Jan van der Meer, piano. Label Globe, 1995 (CD).
- Rudi Martinus van Dijk, Immobile Eden. Diverse musici en Koos Verheul, fluit/piccolo/basfluit. Emergo Classics, 1996 (CD).
- Nymphes à la fontaine, werken van Gaubert, Andriessen, Françaix, Ibert, Martinú. Koos Verheul, fluit, Agnes Houtsmuller, viool en Jan van der Meer, piano. Label Emergo, 2001 (CD).
- 'Summers End' Walter Hekster. Diverse musici en Koos Verheul fluit en altfluit. Emergo Classics, 2002 (CD).
- 20thCentury European Flute Music, met werk van Lobanov, Walter, Schulhoff, Caplet, Castiglioni. Koos Verheul, fluit en Jan van der Meer, piano. Label Etcetera, 2008 (CD).

- International Standard Name Identifier: 0000 0000 4207 8800
- Library of Congress Control Number: no97020927
- MusicBrainz: d05cb959-f9a8-43b7-a398-92ab38f211d0
- Nationale Bibliotheek van Israël: 987007337322105171
- Nederlandse Thesaurus van Auteursnamen: 073017949
- Virtual International Authority File: 70993269
- WorldCat: E39PBJyxjtyFvwR6XTVThYcXVC